# Discocerina nitida
Discocerina nitida är en tvåvingeart som beskrevs av Cresson 1918. Discocerina nitida ingår i släktet Discocerina och familjen vattenflugor. Inga underarter finns listade i Catalogue of Life.